# Parafia Matki Bożej Nieustającej Pomocy w Lelisie
Parafia pw. Matki Bożej Nieustającej Pomocy w Lelisie – rzymskokatolicka parafia należąca do dekanatu Kadzidło, diecezji łomżyńskiej, metropolii białostockiej. Parafię prowadzą księża diecezjalni.
Parafia została erygowana w 1993 roku. 

## Obszar parafii

### Miejscowości i ulice
W skład parafii wchodzą wierni z miejscowości:
- Lelis
- Długi Kąt (część wsi)
- Durlasy